# النهضة المشنوقة

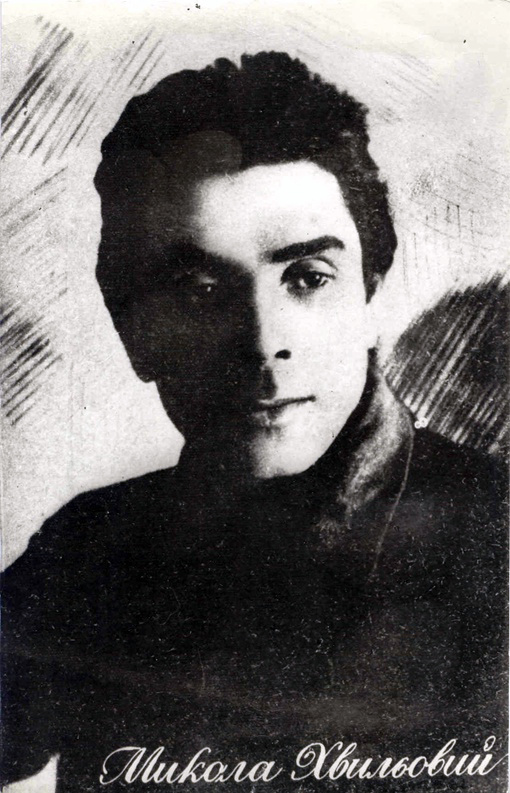
ميكولا خفيلوفي
(1893-1933)

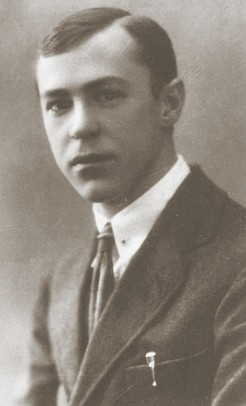
فاليريان بيدموهيلني
(1901-1937)

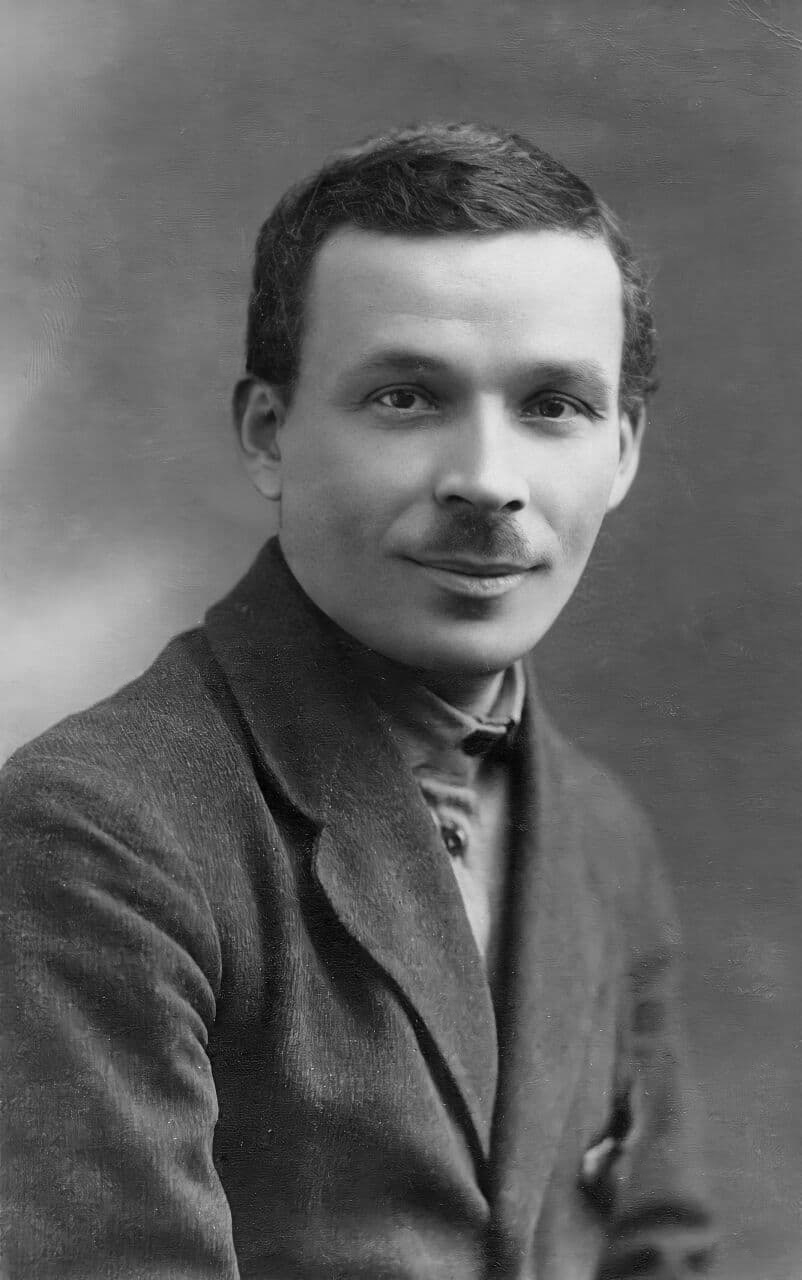
ميكولا كوليش
(1892-1937)

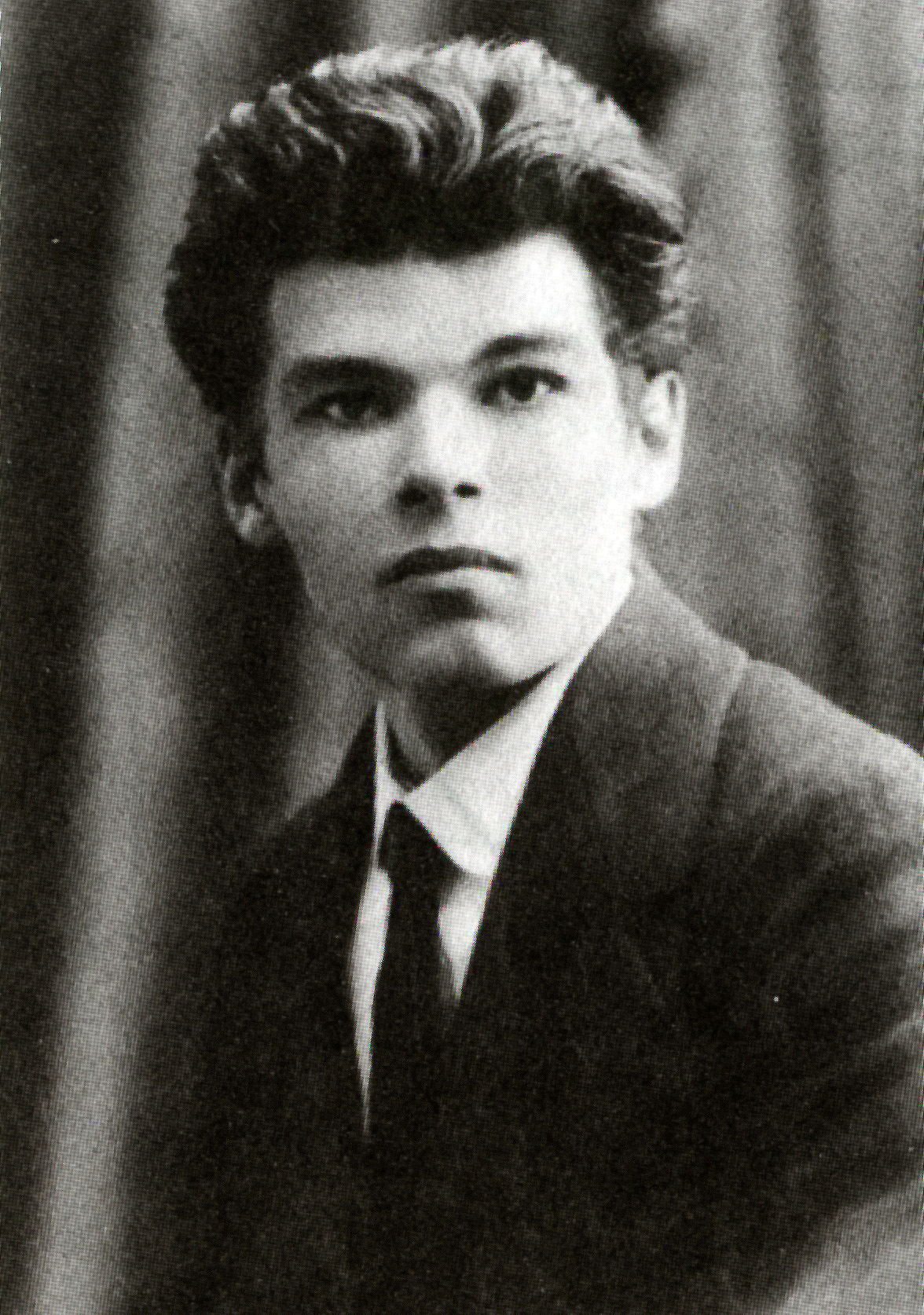
ميخايلو سيمنكو
(1892-1937)

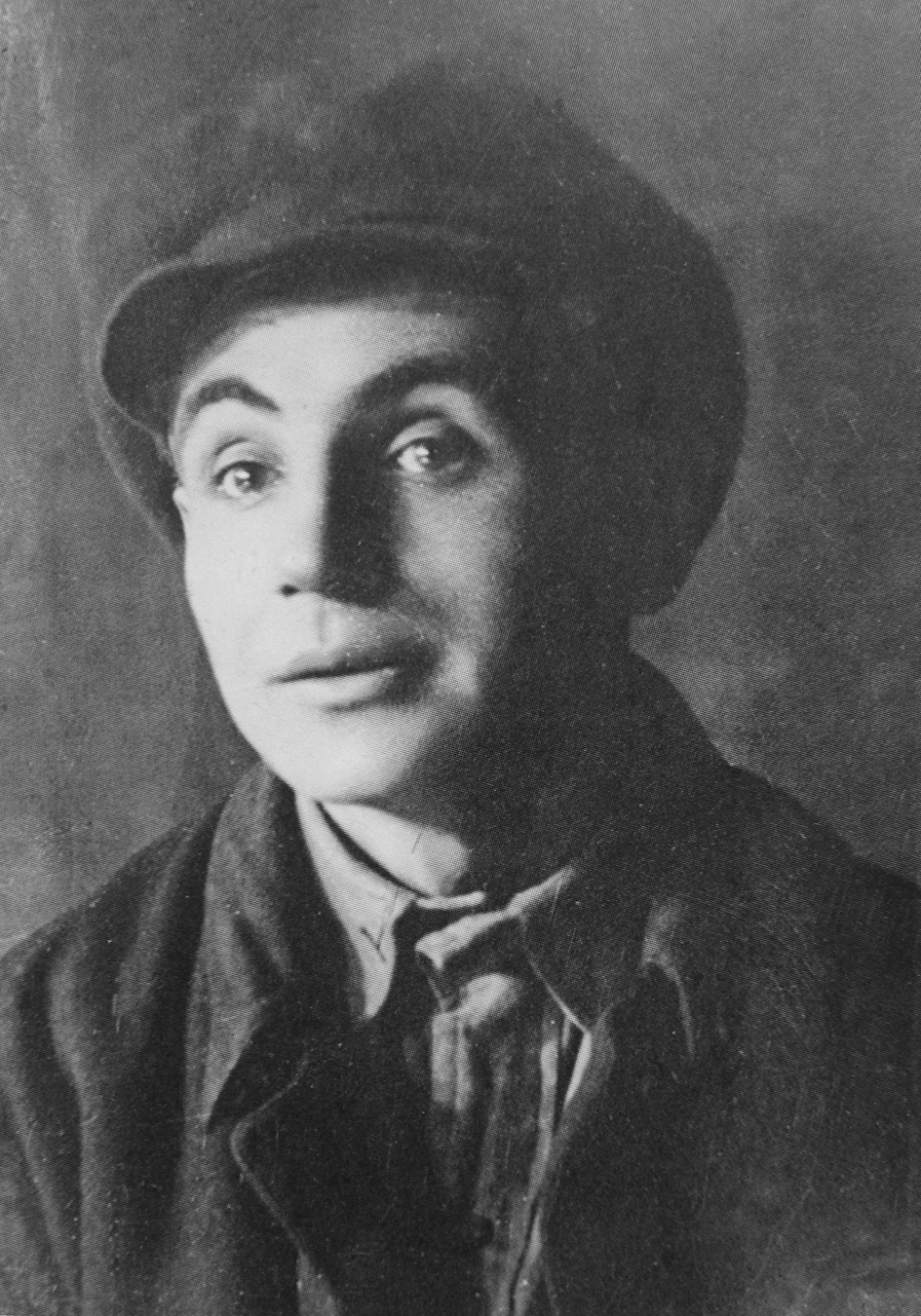
ليس كورباس
(1887-1937)

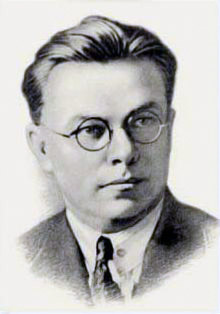
ميكولا زيروف
(1890-1937)

يستخدم مصطلح النهضة المشنوقة أو بصورة أدق «النهضة التي أعدمت» ((بالأوكرانية: Розстріляне відродження, Rozstrilyane vidrodzhennya)‏) لوصف الكتاب والفنانين الأوكرانيين في العشرينات وأوائل الثلاثينيات من القرن العشرين في جمهورية أوكرانيا الاشتراكية السوفياتية وأعدموا أو لوحقوا بصور مختلفة من قبل نظام ستالين الدكتاتوري. اقترح المصطلح لأول مرة من قبل الإعلامي البولندي جيرزي جيدرويك في رسالته إلى الباحث الأدبي الأوكراني يوري لافرينينكو الذي استخدمه لاحقًا عنوانا لكتاب ضم مجموعة من أفضل أعمال هذا الأعمال الأدبية.

## الخلفية
أدى سقوط الإمبراطورية الروسية بعد الحرب العالمية الأولى، وما نتج عن ذلك من إلغاء للرقابة الإمبراطورية وإنشاء دولة أوكرانية مستقلة، والتساهل النسبي من طرف النظام السوفييتي في الجو الثوري الذي عاشته البلاد في عشرينيات القرن الماضي، إلى نهضة مذهلة في النشاط الأدبي والثقافي في البلاد. ظهر العشرات من الكتاب والشعراء الجدد وشكلوا عشرات المجموعات الأدبية التي غيرت وجه الأدب الأوكراني. كانت هذه العمليات مدعومة بالسياسات السوفييتية التي تمثلت في الوطننة [الإنجليزية] (كانت تسمى في أوكرانيا بالأكرنة)، والسياسة الاقتصادية الجديدة (رأسمالية الدولة)، ومحو الأمية.

## التسمية
تعود استعارة «النهضة المشنوقة» إلى الإعلامي جيرزي جيدرويك الذي استخدم هذه العبارة لأول مرة في رسالة إلى يوري لافرينينكو بتاريخ 13 أغسطس 1958، مقترحا إياها عنوانا لمختارات من الأدب الأوكراني من 1917-1933، التي أعدها لافرينينكو جيدرويك: "في ما يتعلق بالاسم، فربما من الأفضل إعطائها عنوانا عامًا: "النهضة المشنوقة. مختارات 1917-1933 أو شيء من هذا القبيل... سيبدو الاسم بعد ذلك مذهلاً. من ناحية أخرى، فإن الاسم المتواضع "مختارات" لا يمكن إلا أن يسهل اختراق الستار الحديدي. ما رأيك؟"، وكان الجواب: "ليكن!".
ظهر كتاب «النهضة المشنوقة: مختارات من 1917-1933: الشعر - النثر - الدراما - المقالة» بمبادرة وتمويل جيرزي جيدرويك في مكتبة الثقافة في باريس في عام 1959 ولا تزال أهم مصدر في تاريخ الأوكرانية أدب تلك الحقبة، وتقدم أفضل الأمثلة على الشعر والنثر وكتابة المقالات الأوكرانية في عشرينيات وثلاثينيات القرن العشرين.
وفقًا للباحثة في الأدب الأوكراني في العشرينيات من القرن الماضي، يارينا تسيمبال، كانت «النهضة المشنوقة» تسمية جدية لكتاب المختارات، ولكنها غير مناسبة لجيل كامل من المثقفين المبدعين. ترى تسيمبال تعبير «النهضة الحمراء» استعارة أكثر ملاءمة لأنها لقب ذاتي ظهر لأول مرة في عام 1925، عندما نُشر كتاب «عصر النهضة في الأدب الأوكراني» لألكسندر ليتيس وقصيدة «نداء النهضة الحمراء» بقلم فولوديمير جادزينسكي  في وقت واحد وبشكل مستقل. في العام نفسه صدرت مجلة نيو ليف مع مقدمة كتبها أيضًا جادزينسكي، جاء فيها: «بالنسبة لنا، ليس الماضي سوى وسيلة للتعرف على الحاضر والمستقبل، وخبرة مفيدة وممارسة مهمة في بنية النهضة الحمراء العظيمة».

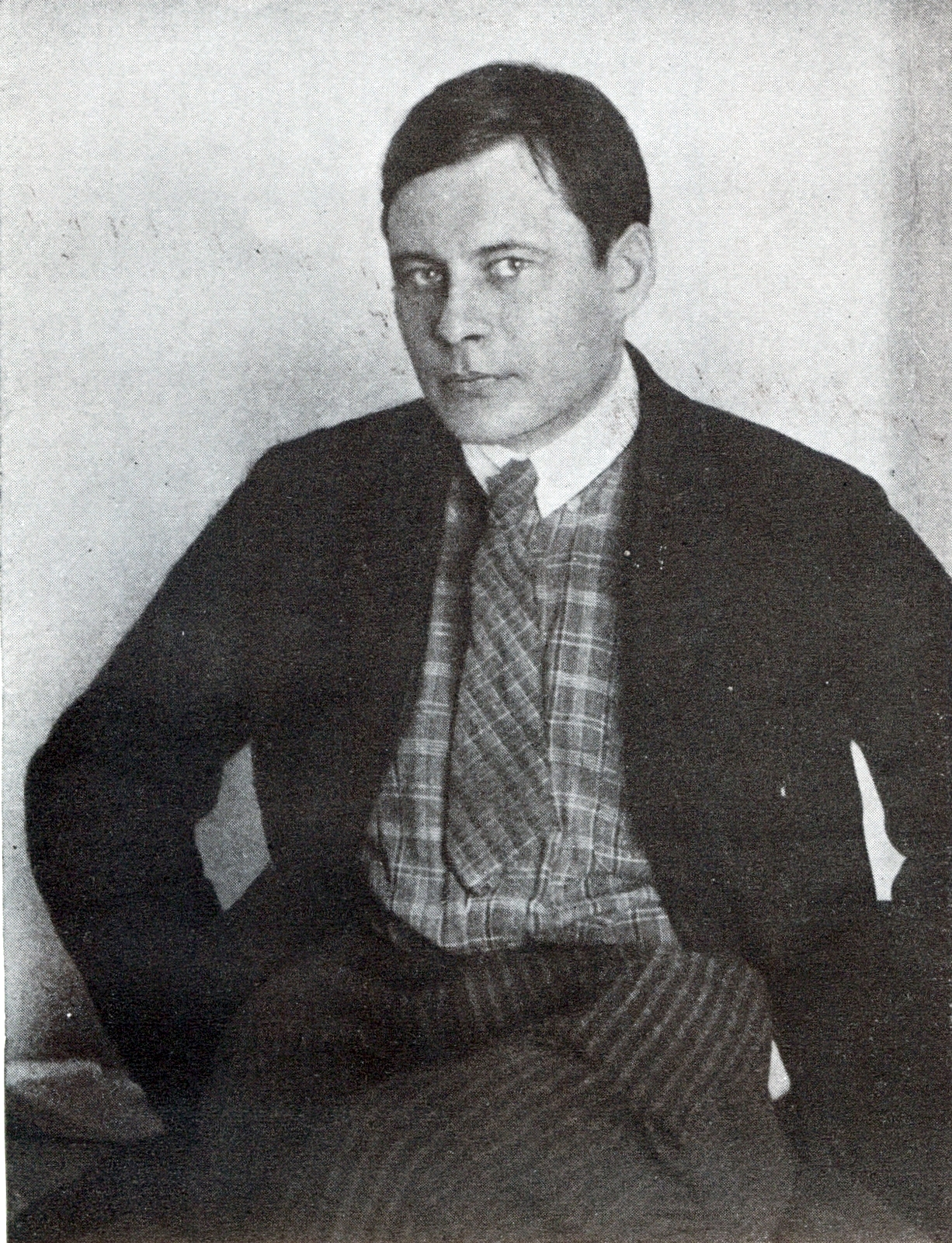
مايك يوهانسن (1895 - 1937)

## النخبة الجديدة
كانت تطلعات النخبة الجديدة التمرد والتفكير المستقل والإيمان بمثل عليا، وراهنت غالبية المثقفين على الفرد، لا على الجماهير، وغلّفت «السوفييتية» الخارجية عمليات بحث وتساؤلات داخلية عميقة.
جاء جزء مهم من النخبة الأوكرانية الجديدة من بين جماهير الطبقات الدنيا (الخدم، الكهنة، العمال، الفلاحين)، ولم تتح لهم في كثير من الأحوال الفرصة لتلقي التعليم النظامي بسبب الحرب والمجاعة والحاجة إلى كسب الخبز اليومي. ولكنهم تمكنوا، من خلال العمل «على حافة الممكن» ومحاولة استغلال كل فرصة للتعرف على ثقافة العالم وفرد أجنحة الإبداع، تشبعوا بأحدث الاتجاهات المتنوعة وخلقوا فنا موضعيا.
وفقا للباحث بافليشنكو، قد أتى في تلك الفترة جيل جديد، مع عبء أخلاقي من الانتصارات والهزائم في النضال من أجل الاستقلال الوطني، مع فهم جديد لطريق أوكرانيا في تاريخ العالم، مستقل في الأحكام، مع أفكار متنوعة حول تطور الأدب الأوكراني، وعندها «حصل على جمهور أوسع بكثير من أي وقت مضى، وارتفع مستوى تعليم هذا الجمهور. لأول مرة عمل في الأدب عدد كبير من الكتاب والمثقفين، ولأول مرة تحدث العلماء الأوكرانيون إلى جمهور الجامعات الوطنية، ولأول مرة تم التمييز بسرعة بين الاتجاهات والمجموعات والمدارس الفنية المختلفة. ومع ذلك، فإن الميل إلى تحديث الحياة الثقافية تعايش منذ البداية مع اتجاه موازٍ لإخضاعها للأيديولوجيا، ومن ثم إلى التدمير الكامل».

## الحراك الأدبي
تجمع الكتاب في الغالب في منظمات أدبية ذات أنماط أو مواقف مختلفة، وتميزت الفترة بين عامي 1925 و 1928 بـ «نقاش أدبي» بمبادرة من الكاتب والشاعر ميكولا خفيلوفي. كان محور النقاش هو طرق تطوير الأدب السوفيتي الأوكراني الجديد ودور الكاتب في المجتمع. كان خفيلوفي ورفاقه يدعمون التوجه نحو ثقافة أوروبا الغربية بدلاً من الثقافة الروسية، وكانوا يرفضون ما وصفوه بـ «هوس الكتابة الأحمر» (على الرغم من أنهم لم يرفضوا الشيوعية بصفتها أيديولوجيا سياسية).
كانت المنظمات الأدبية الرئيسية في تلك الحقبة هي:
- «هارت» ((بالأوكرانية: Гарт)‏ وتعني «تصلب»): وجدت هذه المجموعة في الأعوام موجود في 1923 إلى 1925 وكان هدفها الرئيس توحيد جميع أنواع الفنانين البروليتاريين من أجل تطوير الثقافة البروليتارية المستقبلية. كان أحد مطالب «هارت» استخدام اللغة الأوكرانية. انتهى وجود هذه المنظمة عن الوجود بوفاة زعيمها فاسيل إيلان بلاكتني.[5]
- فابليت ((بالأوكرانية: ВАПЛІТЕ)‏ ، اختصار للأكاديمية الحرة للأدب البروليتاري): أسسها في عام 1926 الكاتب ميكولا خفيلوفي على قاعدة «هارت»، وكان هدفها إنشاء أدب أوكراني جديد من خلال تبني أفضل إنجازات الثقافة الأوروبية الغربية. تبنت أو تقبلت هذه المجموعة الشيوعية بصفتها إيديولوجية سياسية، ولكنها كانت ترفض ضرورة المعنى الأيديولوجي للأدب باعتباره شرطا لوجوده. كان من بين أعضائها ألكسندر دفجنكو وميكولا كوليش وليس كورباس ومايك يوهانسن وبافلو تيشينا وأوليسكا سليسارنكو ومايكولا بازان ويوري سموليخ ويوليان شبول.[6]
- مارس ((بالأوكرانية: МАРС)‏، مختصرة من ورشة الأدب الثوري): وجدت في الأعوام 1924 إلى 1929 (تحت اسم «لانكا» في البدء). كانت فرضية مارس الأساسية هي الوصف الفني والأمين لتلك الحقبة. وكان من بين أعضائها فاليريان بيدموهيلني، وهريهوري كوسينكا، ويفهن بلوجنيك، وبوريس أنتونينكو-دافيدوفيتش، وتودوس أوسماتشكا، وإيفان بحرياني، وماريا هاليتش.
- "أسبانفوت ((بالأوكرانية: Аспанфут)‏)، لاحقًا كومون كولت ((بالأوكرانية: Комункульт)‏): كانت مجموعة من "المستقبليين" الأوكرانيين. كانت قيمهم "الشيوعية، الأممية، التصنيع، العقلنة، الاختراع، الجودة"،[7] وكان من بين أعضائها ميخايلو سيمنكو، وهيو شكوروبي، ويوري يانوفسكي، ويوليان شبول.
- الكلاسيكيون الجدد ((بالأوكرانية: Неокласики)‏): كانت حركة أدبية من الحداثيين كان أعضاؤها ميكولا زيروف، ماكسيم ريلسكي، بافلو فيليبوفيتش، ميخايلو دراي خمارا الذين لم يؤسسوا منظمة أو برنامجا رسميين، ولكنهم اشتركوا في الاهتمامات الثقافية والجمالية. كانوا مهتمين بإنتاج «الفن الراقي» و«الفن الجماهيري» المزدرى، والكتابة التعليمية، والعمل الدعائي.[8]
- بلوغ ((بالأوكرانية: Плуг)‏ ، وتعني المحراث): منظمة للكتاب الريفيين، كانت فرضيتها الأساس هي «النضال ضد أيديولوجية الملكية بين الفلاحين وتعزيز مثل الثورة البروليتارية»، وكان من بين أعضائها سيرهي بيلينكو، وبيترو بانش، ودوكيا هومينا، وأندري هولوفكو.[9]
- زاكيندا أوكراينا ((بالأوكرانية: Західна Україна)‏، وتعني أوكرانيا الغربية): انفصلت في أبريل 1926 عن «بلوغ» لتكون منظمة أدبية مستقلة ضمت خمسين أديبا وفنانا من غرب الأراضي الأوكرانية الأراضي في كييف، أوديسا، دنيبرو، بولتافا. ترأس هذه المنظمة دميترو زاجول، ثم ميروسلاف إيرشان.

## الخصائص الإبداعية
قُسّم النثر إلى تيارين: نثر حبكة (سردي) ونثر بلا حبكة. في الأعمال غير الحبكية لم يكن المهم الجملة أو الكلمة، بل التورية، أي روح أو«رائحة» الكلمة، حسب تعبير خفيلوفي.أسلوب المشاعر القوية واختراق الظواهر هذا سمي بالرومانسية الجديدة أو التعبيرية. عمل ميكولا خفيلوفي ويوري يانوفسكي وأندريه جولوفكو وجوليان شبول وأليكسا فليكو ولي كورباس وميكولا كوليش وغيرهم في هذا الاتجاه.
الفكرة الرئيسية في رواية يا «رومانتيكا» [أنا «رومانسي»] لخفيلوفي هي خيبة الأمل بالثورة، والتناقضات الصارخة وانفصام إنسان ذلك الزمان. الشخصية الرئيسية هي شخص بلا اسم، وبالتالي بلا شخصية وبلا روح، يقتل من أجل الثورة والدته ويوبخ نفسه لاحقا بالسؤال: «هل كانت الثورة تستحق مثل هذه التضحية؟».
ظهرت لأول مرة في الأدب الأوكراني عناصر من الفلسفة الوجودية في رواية فاليريان بيدموجيلني «المدينة»، حيث تسعى الشخصية الرئيسية وراء المتعة وتنتقل بدءا من إشباع الحاجات الجسدية ووصولا إلى أعلى الاحتياجات الدينية. ومع ذلك، وحتى في موضوع معقد كهذا، لا يحول الكاتب الرواية إلى سرد بسيط لفلسفة «الناس»، بل يتناول الموضوع بشكل إبداعي بتطبيقه على منظور قومي.
قد يكون الأكثر إثارة للاهتمام في الشعر هو البحث عن الرمزيين أولكساندر أولس وبافلو تيتشينا. في مجموعته الشعرية «الكلارينيت، الشمس»، يتأمل تيشينا في الطباع الأوكرانية ويحاول الوصول إلى أسبابها الجذرية.
في مرحلة لاحقة اصطدمت هذه التجمعات الثقافية بجهاز الحزب الشيوعي السوفييتي، وبدأت مرحلة غلب فيها القمع، والإسكات، والنقد المدمر، والاعتقالات، وكذلك الإعدام. واجه الكتاب خيارات الانتحار (مثل خفيلوفي)، أو معسكرات الاعتقال (مثل أنتونينكو-دافيدوفيتش، وأوسيب فيشنيا)، أو الصمت (مثل إيفان باهرياني، ودوموتوفيتش)، أو الهجرة (مثل فيشينكو)، أو كتابة أعمال تمجّد الحزب (مثل تيشينا، وميكولا بازان). كذلك لوحق الكثير من الفنانين وأعدموا.

## القمع والاعتقال والإعدام
في أواخر العشرينات من القرن الماضي، ألغى ستالين السياسة الاقتصادية الجديدة وعاد إلى العمل الجماعي القسري، وحدثت في هذا السياق تغيرات في السياسة الثقافية أيضًا. من الأمثلة المبكرة على ذلك محاكمات «الاتحاد من أجل حرية أوكرانيا» في عام 1930، وهي محاكمات صورية لـ474 شخصًا (معظمهم من العلماء)، أعدم منهم 15 وأرسل 248 إلى السجن.
كانت بداية الإبادة الجماعية للمثقفين الأوكرانيين في مايو 1933، عندما ألقي القبض على ميخايلو يالوفي، وانتحر ميكولا خفيلوفي في ما سمّي بـ «بيت سلوفو» (تعني الكلمة) في مدينة خاركيف.
تركزت الحملة الستالينية في الأعوام من 1934 إلى 1940، وبلغت ذروتها في التطهير الكبير في العامين 1937 و 1938. تعرض في المجمل 223 كاتبًا أوكرانيا للمضايقات والاعتقال، وفي عدد من الحالات إلى السجن أوالإعدام. كانت ذروة أعمال نظام ستالين القمعية عمليات الإعدام الجماعية لـمن وصفوا بـ «أعداء الثورة»، التي ارتكبت عشية ذكرى ثورة أكتوب العشرين، حيث أعدم بالرصاص بين 27 أكتوبر و 4 نوفمبر ما يقارب الثلاثمائة ممثل عن النهضة الأوكرانية في عشرينيات القرن الماضي. جرى ذلك في ساندارموخ، وهو ميدان إعدام ضخم في كاريليا (شمال غرب روسيا).
نجا بعض ممثلي هذا الجيل المهمين، بعضهم بقي في الاتحاد السوفييتي، مثل أولكسندر دوفجنكو، وبافلو تيتشينا، وماكسيم ريلسكي، وبوريس أنتونينكو دافيدوفيتش، وأوستاب فيشنيا، وميكولا بازان، وبعضهم هاجر، مثل أولاس سامتشوك، وجورج شيفيلوف، وإيفان باهرياني.

### الأرقام
لا توجد أرقام دقيقة عن عدد المثقفين الأوكرانيين الملاحقين في مرحلة القمع الستاليني، ويبلغ العدد حسب بعض الادعاءات الثلاثين ألف شخص. في المقابل يسهل تحديد عدد تقريبي للكتاب الذين لوحقوا، تبعا لتوفر منشوراتهم في أوائل الثلاثينيات وأواخرها. وفقًا لتقدير رابطة الكتاب الأوكرانيين «سلوفو» (منظمة الكتاب الأوكرانيين في المهجر)، والذي أرسل في في 20 ديسمبر 1954 إلى المؤتمر الثاني لكتاب عموم الاتحاد، طبعت أعمال 259 كاتبًا أوكرانيًا في العام 1930، ولم تطبع بعد عام 1938 إلا أعمال 36 منهم (13.9٪). وبحسب المنظمة، فإن 192 من الكتاب ال223 الذين اختفت أعمالهم قد لوحقوا (أعدموا أو نفيوا إلى المعسكرات مع احتمال إعدامهم أو وفاتهم هناك لاحقاً)، واختقى 16، وانتحر 8.
تتوافق هذه البيانات جيدًا مع الأرقام التي يوردها الكاتب المتخصص في ضحايا الستالينية، أوليكسي موسيينكو في كتاب «مذبح الحزن»، الذي أحصى 246 كاتبًا كانوا ضحايا لحقبة ستالين.

### أسماء
- هنات خوتيفيتش (31 ديسمبر 1877 - 8 أكتوبر 1938، كاتب وإثنوغرافي وكاتب مسرحي وملحن وعالم موسيقى وعازف للآلة الوترية الأوكرانية «الباندوري».
- ميكولا خفيلوفي (13 ديسمبر 1893 - 13 مايو 1933) كاتب نثر وشاعر.
- هريهوري كوشينكا (29 نوفمبر 1899 - 15 ديسمبر 1934)، كاتب ومترجم.
- ميكولا كوليش (19 ديسمبر 1892 - 3 نوفمبر 1937)، كاتب نثر وكاتب مسرحي، أعدم رميا بالرصاص في ساندراموخ.
- ليس كورباس (25 فبراير 1887 - 3 نوفمبر 1937)، مخرج سينمائي ومسرح، أعدم رميا بالرصاص في ساندراموخ.
- فاليريان بيدموهيلني (2 فبراير 1901 - 3 نوفمبر 1937)، كاتب نثر، أعدم رميا بالرصاص في ساندراموخ.
- كليم بولشوك (25 نوفمبر 1891 - 3 نوفمبر 1937)، صحفي وشاعر وكاتب نثر، أعدم رميا بالرصاص في ساندراموخ.
- لودميلا ستاريتسكا-خيرنياخيفسكا (17 أغسطس 1868 - 1941)، كاتبة ومترجمة وناقدة أدبية.[13]
- ميخايلو يالوفي (5 يونيو 1895 - 3 نوفمبر 1937)، شاعر وناثر وكاتب مسرحي، أعدم رميا بالرصاص في ساندراموخ.
- مايك يوهانسن (أسماء مستعارة: ويلي ويتزيليوس وم. كرامار، 16 أكتوبر 1895 - 27 أكتوبر 1937)، شاعر وكاتب نثر وكاتب مسرحي ومترجم وناقد ولغوي، أعدم رميا بالرصاص في ساندراموخ.
- فولوديمير سفيدزينسكي (9 أكتوبر 1885 - 18 أكتوبر 1941)، شاعر ومترجم.
- إيفان بهرياني (2 أكتوبر 1906 - 25 أغسطس 1963)، كاتب وكاتب مقالات وروائي وسياسي.
- بوريس أنتونينكو دافيدوفيتش (5 أغسطس 1899 - 8 مايو 1984)، كاتب ومترجم ولغوي.
- ميخائيلو بويتشوك (30 أكتوبر 1882 - 13 يوليو 1937)، رسام، معروف بأسلوبه "التخليدي" [الإنجليزية].
- ميخايلو سيمينكو (19 ديسمبر 1892 - 24 أكتوبر 1937)، شاعر ، ممثل بارز للشعر المستقبليّ الأوكراني في عشرينيات القرن الماضي.
- ميكولا زيروف (26 أبريل 1890 - 3 نوفمبر 1937)، شاعر ومترجم وعالم وناقد كلاسيكي وأدبي.
- يفين بلوجنيك (26 ديسمبر 1898 - 2 فبراير 1936)، شاعر وكاتب مسرحي ومترجم.
- هريهوري إيبيك (17 يناير 1901 - 3 نوفمبر 1937)، كاتب وصحفي.
- أنطون بريخودكو (1891 - 29 يناير 1938) - كاتب وسياسي.